# Museo svizzero di architettura
Il Museo svizzero di architettura S AM (in tedesco: S AM Schweizerisches Architekturmuseum; in francese: Musée Suisse d'Architecture) di Basilea (Svizzera) fondato nel 1984, si occupa di temi attuali e controversi del dibattito internazionale sull'architettura e sull'urbanistica nonché dei suoi aspetti sociopolitici nell'ambito di esposizioni e di manifestazioni sempre diverse. Inoltre il museo cura diverse pubblicazioni e organizza per ogni mostra degli eventi correlati. Il museo ha sede negli spazi della Kunsthalle di Basilea.

## Storia
L'"Architekturmuseum AM" è stato istituito come fondazione nel 1984. Originariamente occupava quattro piani della Domus-Haus, costruita nel 1958 dallo studio di architettura Rasser e Vadi, che è uno dei rari esempi di architettura moderna degli anni 50 a Basilea. Nel 2004, il museo si è trasferito alla Kunsthalle di Basilea. Successivamente, nel 2006, l'"Architekturmuseum AM" è stato rinominato "Museo svizzero di architettura''.

## Direttori
- Ulrike Jehle Schulte-Strathaus (fondatrice, fino al 2006)
- Francesca Ferguson (2006-2009)
- Hubertus Adam (2013-2015)
- Andreas Ruby (dal 2016)

## Esposizioni
Dalla sua fondazione, il museo ha realizzato circa 150 mostre e innumerevoli eventi di accompagnamento sotto forma di conferenze, dibattiti, conferenze, laboratori, visite guidate e numerose pubblicazioni che accompagnano le mostre. Titoli in lingua tedesca: 
- 2020 Basel 2050
- 2019 Unterm Radar
- 2018 Dichtelust – Formen des urbanen Zusammenlebens in der Schweiz
- 2017 Bengal Stream
- 2017 Schweizweit
- 2015 Bernhard Tschumi
- 2014 Junge Schweizer Architekten
- 2013 Luginsland. Architektur mit Aussicht
- 2012 City Inc.
- 2011 The Object of Zionism
- 2010 Richard Neutra
- 2009 Madelon Vriesendorp
- 2008 Balkanology